# Mente abierta, corazón creyente
Mente abierta, corazón creyente es un libro escrito en el año 2012 por el cardenal Jorge Mario Bergoglio (más tarde papa Francisco), que se público el día 15 de abril del año 2013, y siendo el segundo libro que se distribuye más importante del actual papa Francisco, después del anterior llamado Sobre el Cielo y la Tierra. En España la edición del libro es prolongada por la Conferencia Episcopal Española.
Trata el largo camino de reflexiones, predicaciones y retiros espirituales, siendo varias de las vivencias del papa Francisco, donde cuenta también las meditaciones que dirigió a los obispos españoles en sus ejercicios espirituales.